# Jihoafrická republika na letních olympijských hrách
Jihoafrická republika na letních olympijských hrách startuje od roku 1904. Toto je přehled účastí, medailového zisku a vlajkonošů na dané sportovní události.

## Účast na Letních olympijských hrách
| Dějiště LOH            | LOH      | Vlajkonoš                        | Zlatá medaile | Stříbrná medaile | Bronzová medaile | Celkem |
| ---------------------- | -------- | -------------------------------- | ------------- | ---------------- | ---------------- | ------ |
| 1904 St. Louis         | LOH 1904 | nebyl                            |               |                  |                  | 0      |
| 1908 Londýn            | LOH 1908 | Doug Stupart                     | 1             | 1                |                  | 2      |
| 1912 Stockholm         | LOH 1912 | nebyl                            | 4             | 2                |                  | 6      |
| 1920 Antverpy          | LOH 1920 | nebyl                            | 3             | 4                | 3                | 10     |
| 1924 Paříž             | LOH 1924 | nebyl                            | 1             | 1                | 1                | 3      |
| 1928 Amsterdam         | LOH 1928 | nebyl                            | 1             |                  | 2                | 3      |
| 1932 Los Angeles       | LOH 1932 | Harry Hart                       | 2             |                  | 3                | 5      |
| 1936 Německo           | LOH 1936 | Clarke Scholtz                   |               | 1                |                  | 1      |
| 1948 Londýn            | LOH 1948 | nebyl                            | 2             | 1                | 1                | 4      |
| 1952 Helsinky          | LOH 1952 | Schalk Booysen                   | 2             | 4                | 4                | 10     |
| 1956 Melbourne         | LOH 1956 | nebyl                            |               |                  | 4                | 4      |
| 1960 Řím               | LOH 1960 | Manie van Zyl                    |               | 1                | 2                | 3      |
| 1964 Tokio             | 1964     |                                  |               |                  |                  | Ne     |
| 1968 Ciudad de México  | 1968     |                                  |               |                  |                  | Ne     |
| 1972 Mnichov           | 1972     |                                  |               |                  |                  | Ne     |
| 1976 Montréal          | 1976     |                                  |               |                  |                  | Ne     |
| 1980 Moskva            | 1980     |                                  |               |                  |                  | Ne     |
| 1984 Los Angeles       | 1984     |                                  |               |                  |                  | Ne     |
| 1988 Soul              | 1988     |                                  |               |                  |                  | Ne     |
| 1992 Barcelona         | LOH 1992 | Jan Tau                          |               | 2                |                  | 2      |
| 1996 Atlanta           | LOH 1996 | Masibulele Makepula              | 3             | 1                | 1                | 5      |
| 2000 Sydney            | LOH 2000 | Hezekiel Sepeng                  |               | 2                | 3                | 5      |
| 2004 Athény            | LOH 2004 | Mbulaeni Mulaudzi                | 1             | 3                | 2                | 6      |
| 2008 Peking            | LOH 2008 | Natalie du Toit                  |               | 1                |                  | 1      |
| 2012 Londýn            | LOH 2012 | Caster Semenyaová                | 3             | 2                | 1                | 6      |
| 2016 Rio de Janeiro    | LOH 2016 | Wayde van Niekerk                | 2             | 6                | 2                | 10     |
| 2020 Tokio             | LOH 2020 | Phumelela Mbande Chad le Clos    | 1             | 2                |                  | 3      |
| 2024 Paříž             | LOH 2024 | Akani Simbine Caitlin Rooskrantz | 1             | 3                | 2                | 6      |
| Celkem                 | 21       |                                  | 28            | 36               | 31               | 95     |
| Zdroj na Olympedia.org |          |                                  |               |                  |                  |        |